# Hydrastis

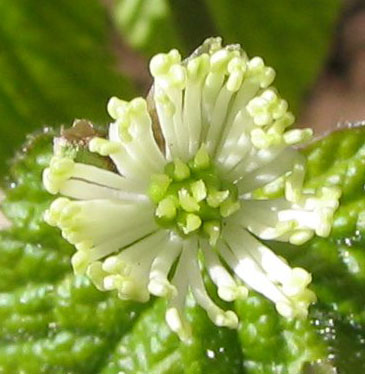
Flor da hidrastis

Hydrastis  é um gênero botânico da família Ranunculaceae

## Espécies
- Hydrastis canadensis